# Eirin Maria Kvandal
Eirin Maria Kvandal (Mosjøen, 12 de diciembre de 2001) es una deportista noruega que compite en salto en esquí.
Ganó cuatro medallas en el Campeonato Mundial de Esquí Nórdico, en los años 2023 y 2025. En los Juegos Europeos de Cracovia 2023 consiguió una medalla de plata en la prueba de trampolín normal por equipo mixto.

## Palmarés internacional
| Campeonato Mundial | Campeonato Mundial  | Campeonato Mundial | Campeonato Mundial       |
| Año                | Lugar               | Medalla            | Prueba                   |
| ------------------ | ------------------- | ------------------ | ------------------------ |
| 2023               | Planica (Eslovenia) | Medalla de bronce  | TN por equipo            |
| 2025               | Trondheim (Noruega) | Medalla de oro     | TN por equipo            |
| 2025               | Trondheim (Noruega) | Medalla de oro     | TG por equipo mixto      |
| 2025               | Trondheim (Noruega) | Medalla de bronce  | TG individual            |
| Juegos Europeos    |                     |                    |                          |
| Año                | Lugar               | Medalla            | Prueba                   |
| 2023               | Zakopane (Polonia)  | Medalla de plata   | TN por equipo mixto (EV) |